# Michaelsbrunnen (Kronach)

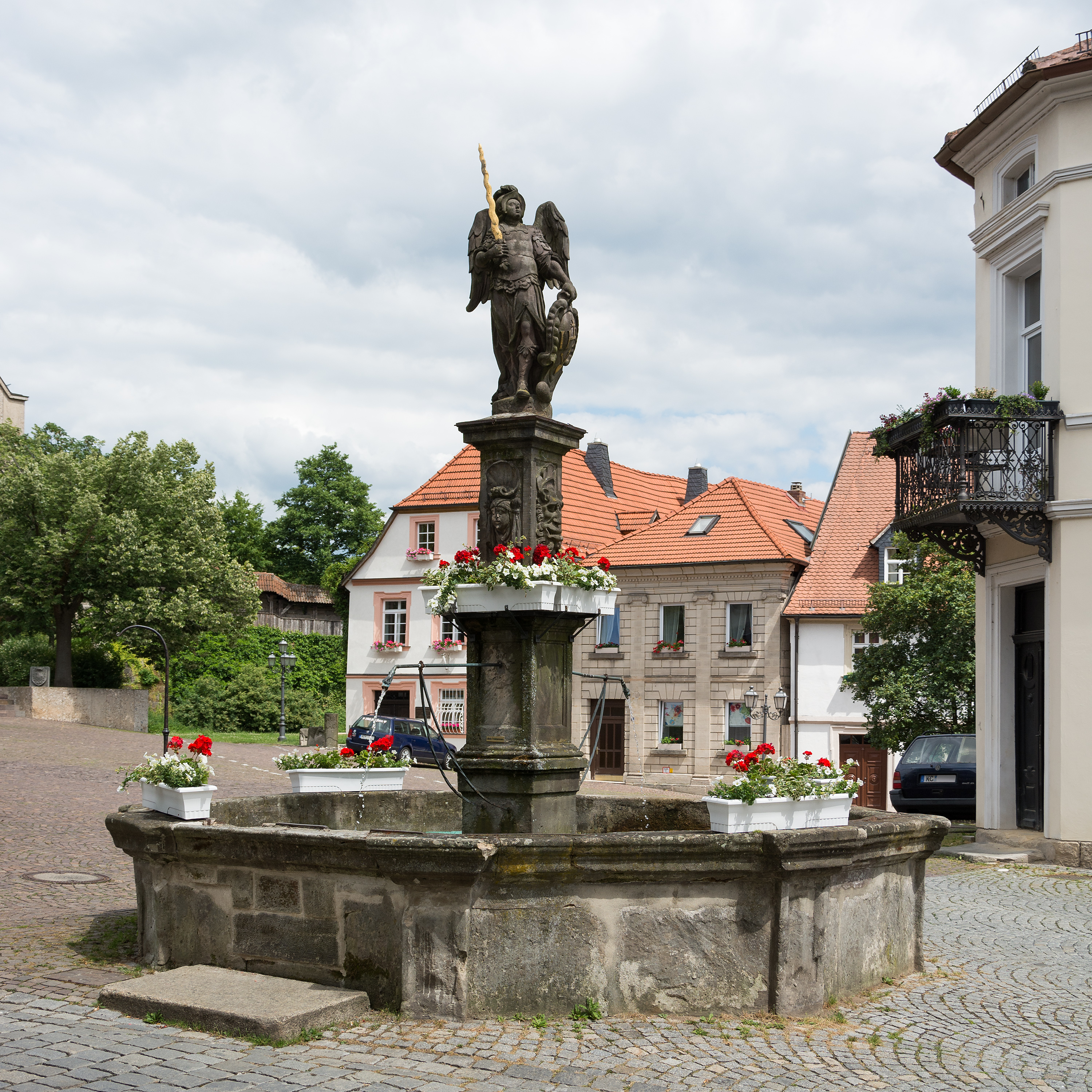
Michaelsbrunnen

Der Michaelsbrunnen ist ein denkmalgeschützter Brunnen auf dem Marktplatz der oberfränkischen Stadt Kronach.
Der nach dem Erzengel Michael, dem Schutzpatron der Stadt, benannte Brunnen aus Sandstein wurde 1543 zum ersten Mal erwähnt. Das achteckige Brunnenbecken wurde im Jahr 1588 von Steinmetzmeister Georg Link erneuert, der Brunnenpfeiler und die Figur des Erzengels darauf wurden 1672 von dem aus Coburg stammenden Hans Philipp Langenhan geschaffen.
An den Seiten des Brunnenpfeilers befinden sich Darstellungen von vier Gesichtern. Das Gesicht an der Nordseite zeigt Herzog Bernhard von Sachsen-Weimar, der im Dreißigjährigen Krieg auf schwedischer Seite kämpfte und dessen Truppen 1633 auch die zum katholischen Hochstift Bamberg gehörende Stadt Kronach angriffen. Die beiden Frauengesichter an der Ost- und der Westseite stellen die Geliebten des Herzogs dar, die diesen auf seinem Feldzug begleiteten.

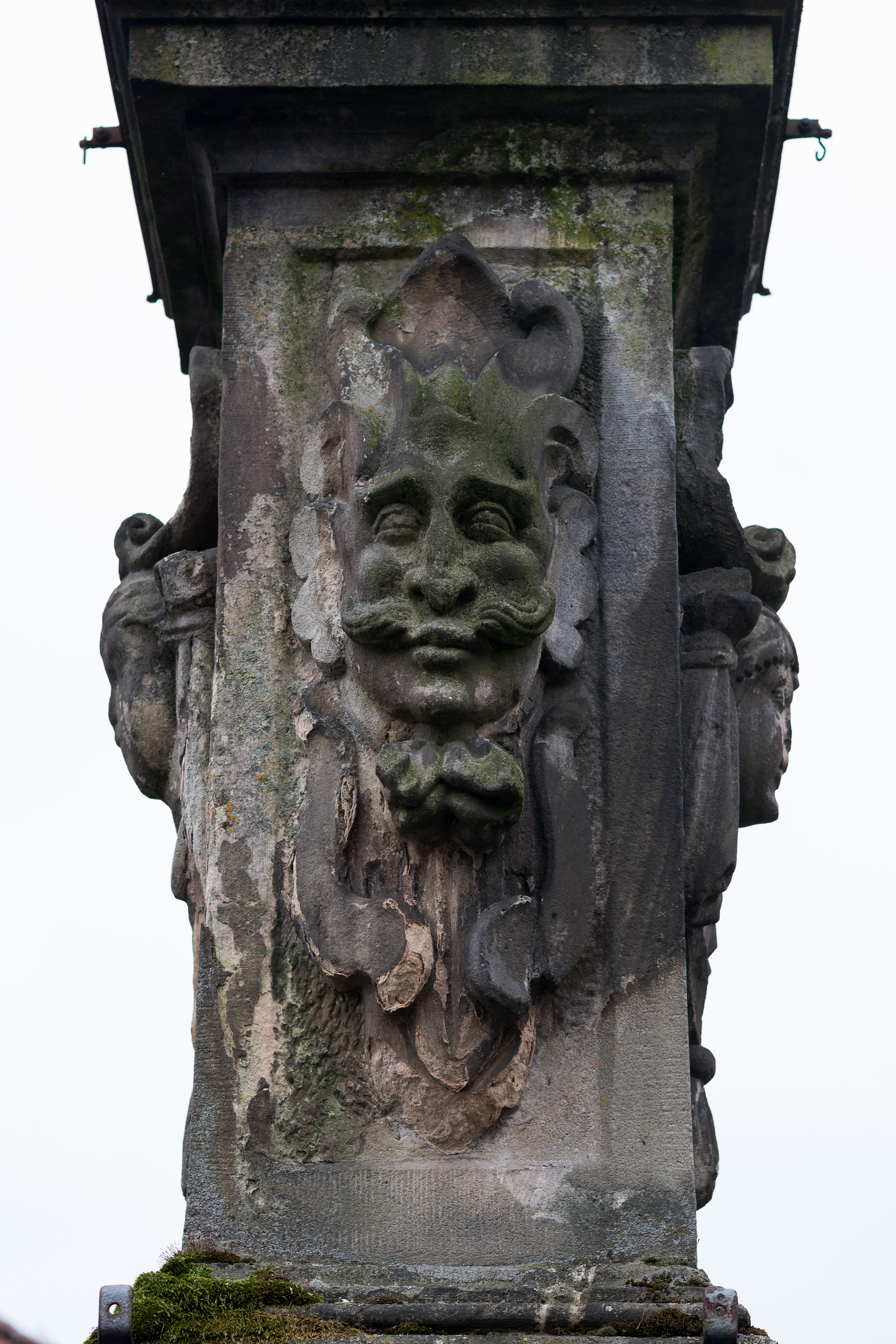
Darstellung Bernhards von Sachsen-Weimar
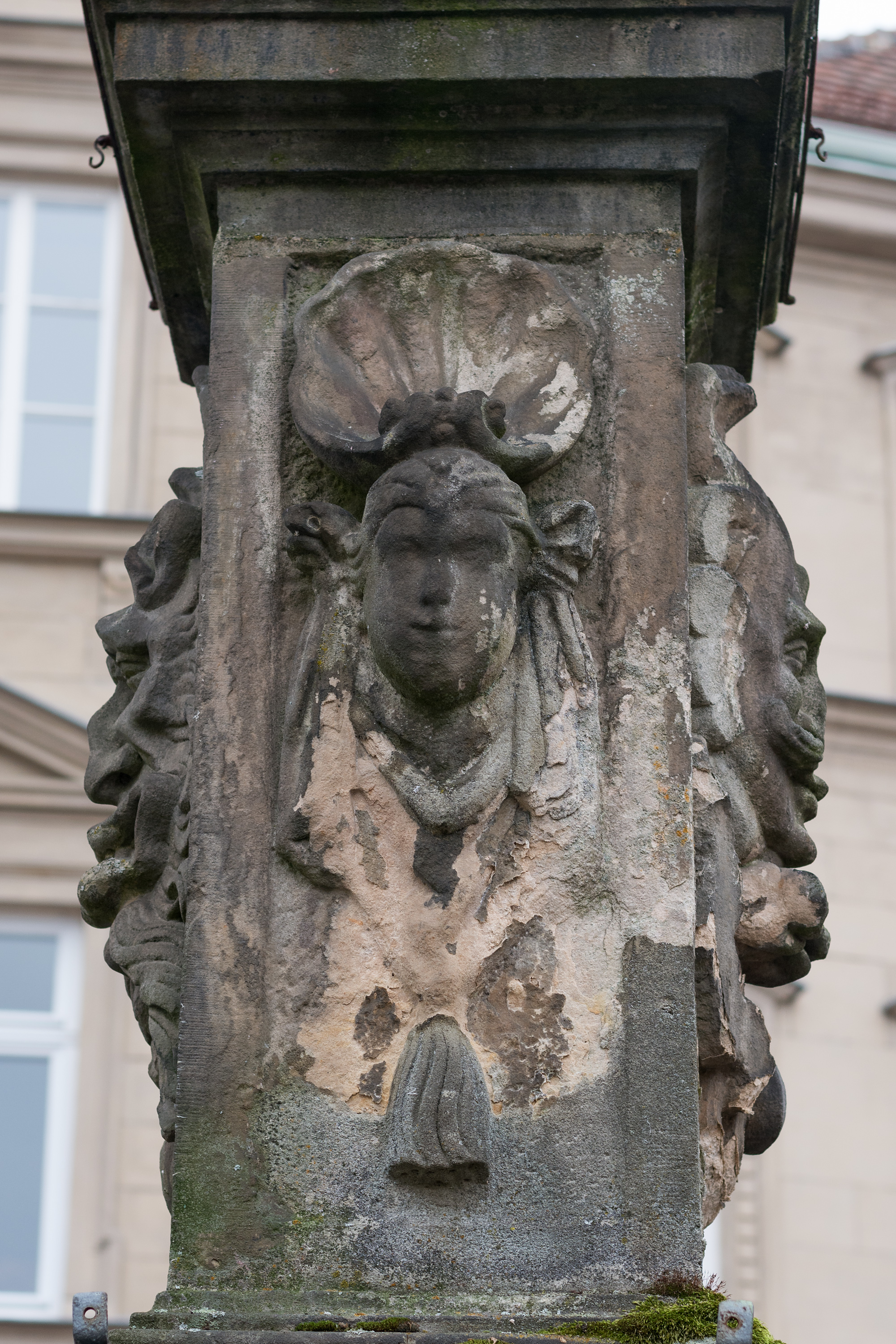
Frauengesicht an der Ostseite
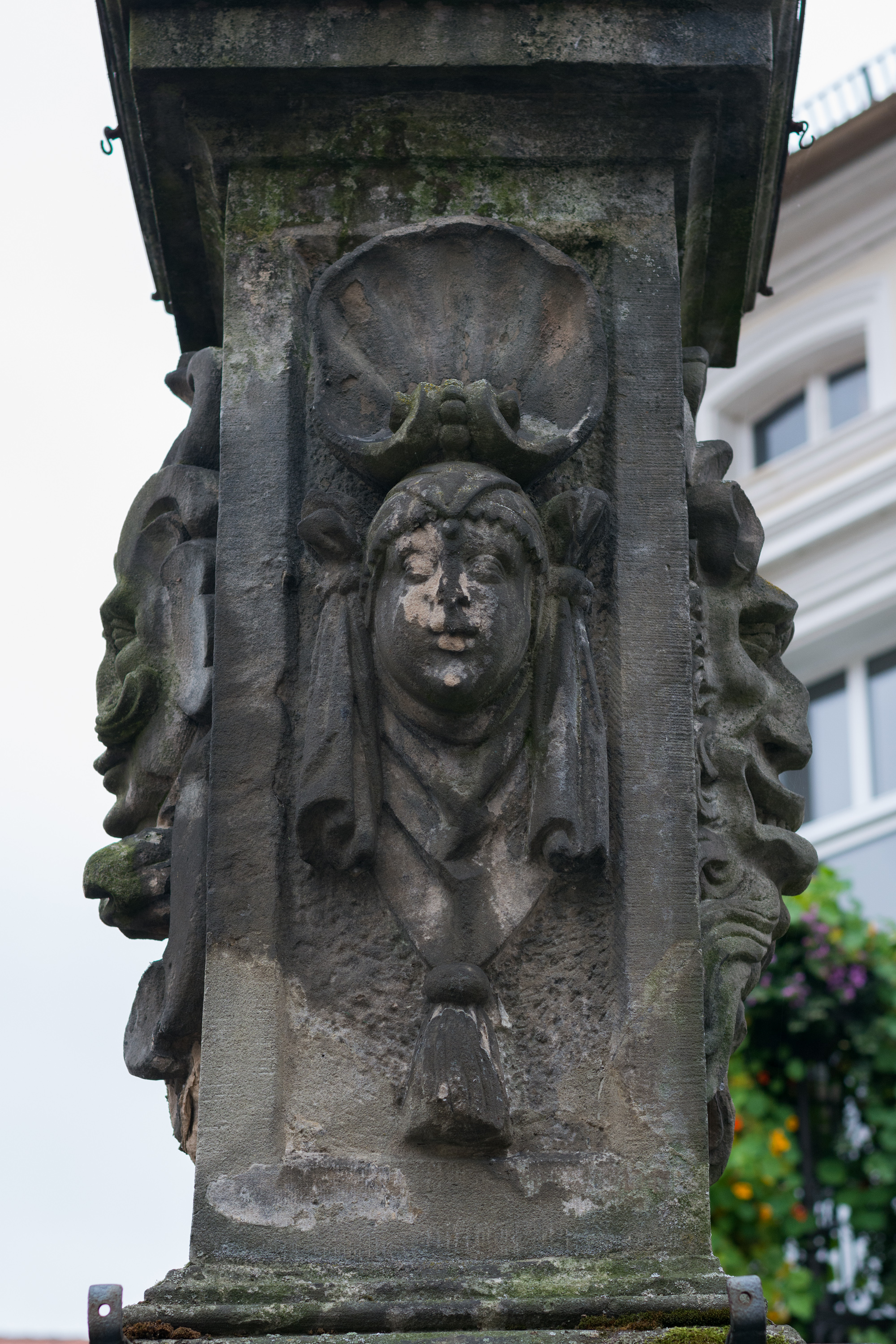
Frauengesicht an der Westseite
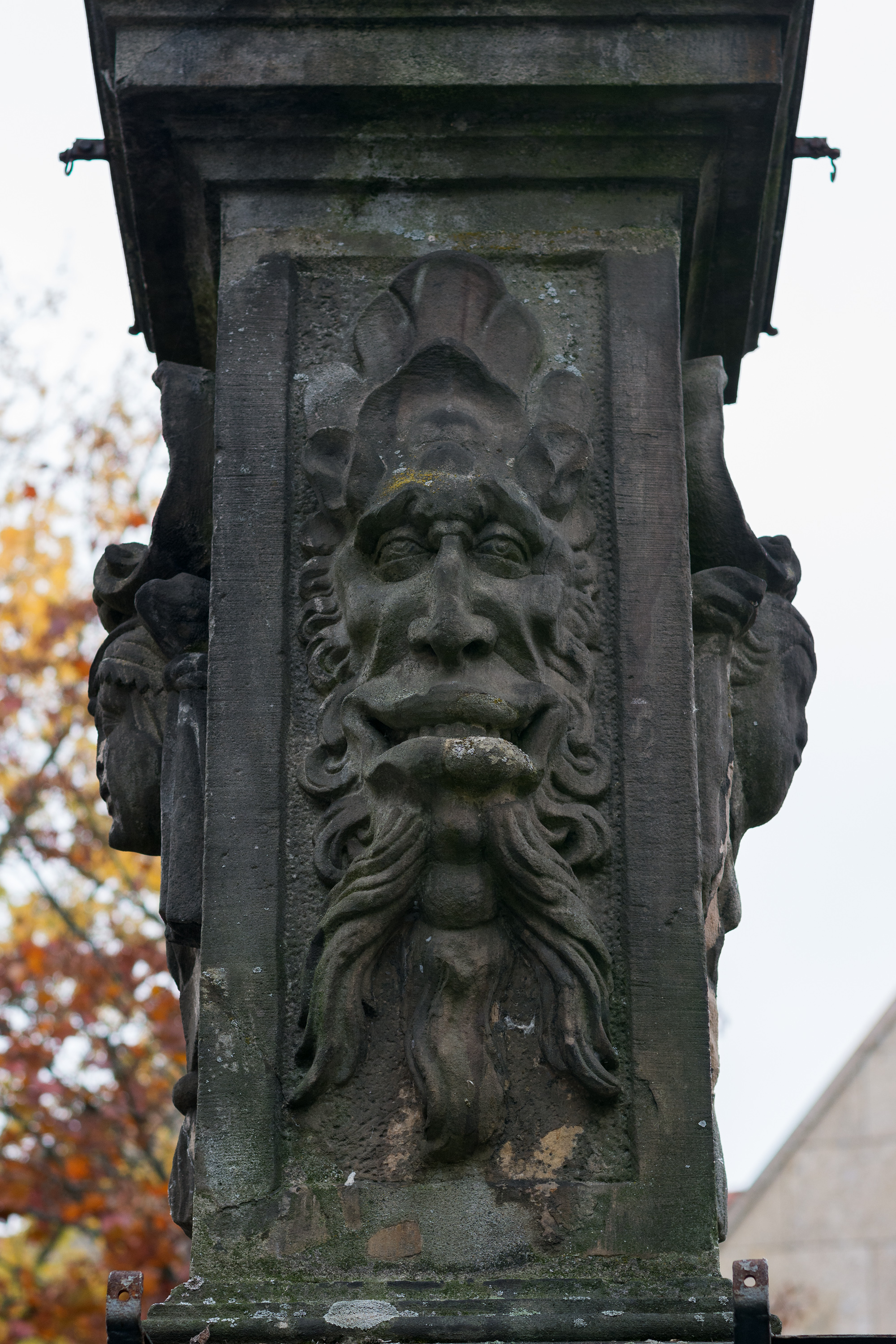
Gesicht an der Südseite